# General Instrument SP0256-AL2
El Allophone Based Speech Processor GI-SP0256-AL2 es un chip NMOS LSI fabricados por General Instrument en la década de 1980, capaz de modelar el tracto vocal humano por un software de filtro digital programable, creando una salida digital convertida en una señal analógica a través de un filtro pasa bajo externo. El SP0256-AL2 almacena 59 alófonos del idioma inglés y cinco pausas en su ROM interna de 16 Kib. Sin embargo, para la concatenación de alófonos en palabras, el SP0256-AL2 necesita el control de un microprocesador externo.
Aparte de los kits caseros para síntesis de voz publicados en revistas especializadas para microordenadores como el VIC-20, el SP0256-AL2 se utilizó en 1982 en el Intellivoice, módulo de expansión «hablante» del videojuego Intellivision. La producción de los módulos, sin embargo, se suspendió en 1983 debido a las ventas lentas. Sólo cinco juegos fueron lanzados con soporte a este dispositivo.
El chip también fue vendido bajo la marca Archer por las tiendas RadioShack como el «Narrator Speech Processor» (parte número 276-1784), donde la documentación anterior incorrectamente lo identificaba como el SPO256 (con la letra «O» en lugar del número «0»).